# Савана (Оклахома)
Савана (енгл. Savanna) град је у америчкој савезној држави Оклахома.

## Демографија
По попису из 2010. године број становника је 686, што је 44 (-6,0%) становника мање него 2000. године.
| Група             | 2000.       | 2010.       |
| Белци             | 594 (81,4%) | 506 (73,8%) |
| Афроамериканци    | 5 (0,7%)    | 6 (0,9%)    |
| Азијати           | 3 (0,4%)    | 5 (0,7%)    |
| Хиспаноамериканци | 10 (1,4%)   | 22 (3,2%)   |
| Укупно            | 730         | 686         |